# 강해민
강해민(1985년 ~ )은 대한민국의 배우이다.

## 학력
- 서울여자대학교 서양화과

## 드라마
- 2007년 tvN 수목드라마 《위대한 캣츠비》- 선 역

## 뮤직비디오
- 2007년 양파 - 사랑이 그게 뭔데

## 광고
- 2006년 아모레퍼시픽 - 마몽드